# Tokyo College of Music
Tokyo College of Music (jap. 東京音楽大学 Tōkyō Ongaku Daigaku) – japońska prywatna uczelnia muzyczna znajdująca się w centrum Tokio, z dogodnym dostępem do sal koncertowych. Skrót nazwy Tokijskiego Uniwersytetu Muzycznego to „Toon” (東音) i „TCM” (Tokyo College of Music). Jako najstarsza prywatna uczelnia muzyczna w Japonii, znacząco przyczyniła się do rozwoju zachodniej muzyki klasycznej w Japonii.

## Historia
Uczelnia powstała w 1907 roku następnie założyła pierwszą japońską orkiestrę symfoniczną, która grała na parowcach na Pacyfiku w latach 1912-1929. W 1969 roku uczelnia zmieniła nazwę z Toyo College of Music na Tokyo College of Music. W 1970 roku założono zespół symfoniczny instrumentów dętych. Od 1979 roku uniwersytecki chór wraz z Japońską Orkiestrą Filharmoniczną wykonuje co roku IX Symfonię d-moll Beethovena. Emerytowany profesor TCM i altowiolista Toshiyuki Uzuka założył zespół smyczkowy w 1990 roku. W 1993 roku uniwersytecka orkiestra symfoniczna koncertowała w Chicago, Nowym Jorku i Waszyngtonie. Wykonanie Koncertu wiolonczelowego h-moll Dvořáka pod batutą Maestro Junichi Hirokamiego, absolwenta uniwersytetu, zostało docenione przez wiele lokalnych gazet, w tym Washington Post. Uniwersytet przekazał połowę kwoty ze sprzedaży biletów na rzecz UNICEF, a drugą połowę na rzecz poszczególnych miejsc występów. Uczelnia obchodziła swoje stulecie w 2007 roku. TCM w 2022 roku świętowało 115. rocznicę powstania. W ciągu dwóch dni w Suntory Hall, jednej z wiodących sal koncertowych w Japonii, odbyło się dziewięć okolicznościowych koncertów.

## Niektórzy znani absolwenci
- Yuko Suzuhana – piosenkarka i liderka zespołu Wagakki Band
- Junichi Hirokami – dyrygent
- Mahito Yokota – kompozytor
- Naoki Satō – kompozytor
- Yasunori Nishiki – kompozytor
- Yugo Kanno – kompozytor i muzyk
- Hina Maeda – skrzypaczka